# Jérôme Bouchet
Pour les articles homonymes, voir Bouchet.
Jérôme Bouchet (né le 9 octobre 1979) est un coureur cycliste français, principalement actif dans les années 1990 et 2000.

## Biographie
Jérôme Bouchet prend sa première licence vers 1992 au CA Civraisien. Ancien membre de l'équipe de France espoirs, il a notamment couru à l'UC Châteauroux, au CR4C Roanne puis au VC Roubaix-Lille Métropole,, sous les ordres de Cyrille Guimard. Son palmarès compte plus de 80 victoires, parmi lesquelles la Boucle de l'Artois (UCI 1.2 en 2005), le Tour de Moselle ou Paris-Connerré. 
Jerôme Bouchet exerce actuellement le métier de chef d'équipe paysagiste vers Tours,. Il continue toutefois le sport en loisir, en particulier le triathlon et le vélo. En 2018, il s'impose sur le championnat régional à Montoire en catégorie pass'cyclisme (D1), avec le VS Chambraisien.

## Palmarès
- 1999
  - 3e du Grand Prix d'Oradour-sur-Vayres
- 2000
  - Champion de l'Orléanais sur route espoirs
  - Circuit des Vins du Blayais
  - Tour du Canton de Mareuil-Verteillac :
    - Classement général
    - 3e étape

  - Route d'Or du Poitou
  - 3e du Tour du Canton de Gémozac
  - 3e de Paris-Mantes
- 2001
  - Champion de l'Orléanais sur route espoirs
- 2002
  - Champion de l'Orléanais du contre-la-montre
  - 1re étape du Tour Nivernais Morvan (contre-la-montre)
  - Tour du Canton de Bussière-Badil
  - Tour des Aéroports
  - 2e du championnat de l'Orléanais sur route
  - 2e de la Pédale d'Or de Ligugé
- 2003
  - Tour de Moselle
  - Prix de La Charité-sur-Loire
  - Paris-Connerré
  - 2e du Tour du Périgord
  - 2e du Grand Prix des Marbriers
- 2004
  - 3e étape du Circuit de Saône-et-Loire
  - Route d'Or du Poitou
  - 3e du Souvenir Louison-Bobet
  - 3e du Grand Prix de Buxerolles
  - 3e du Grand Prix Cristal Energie
- 2005
  - Boucle de l'Artois
  - 2e de l'Internatie Reningelst

## Classements mondiaux
| Année           | 2005 |
| --------------- | ---- |
| UCI Europe Tour | 431e |